# Galleria Sabauda

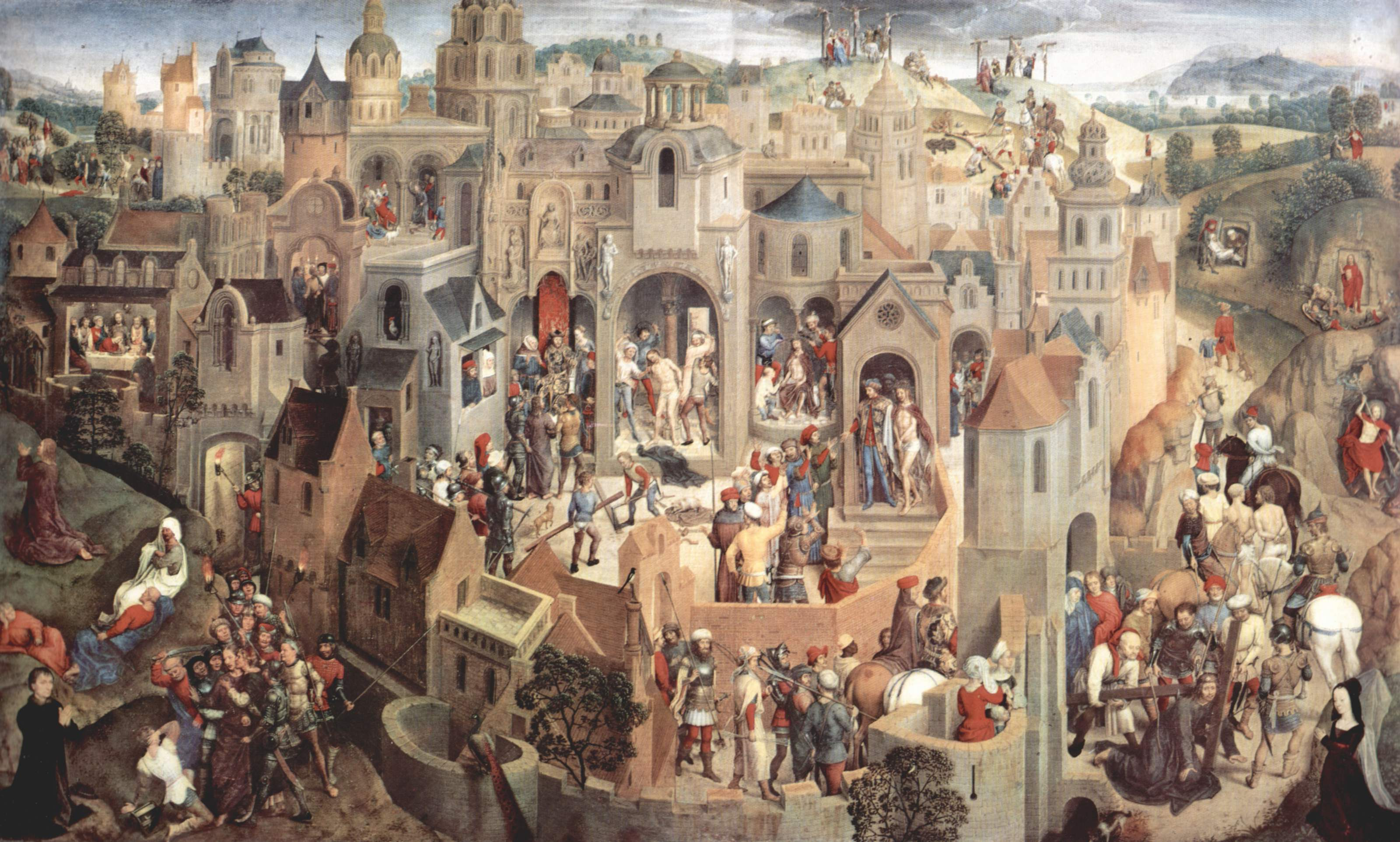
Hans Memling, Pasión de Cristo.

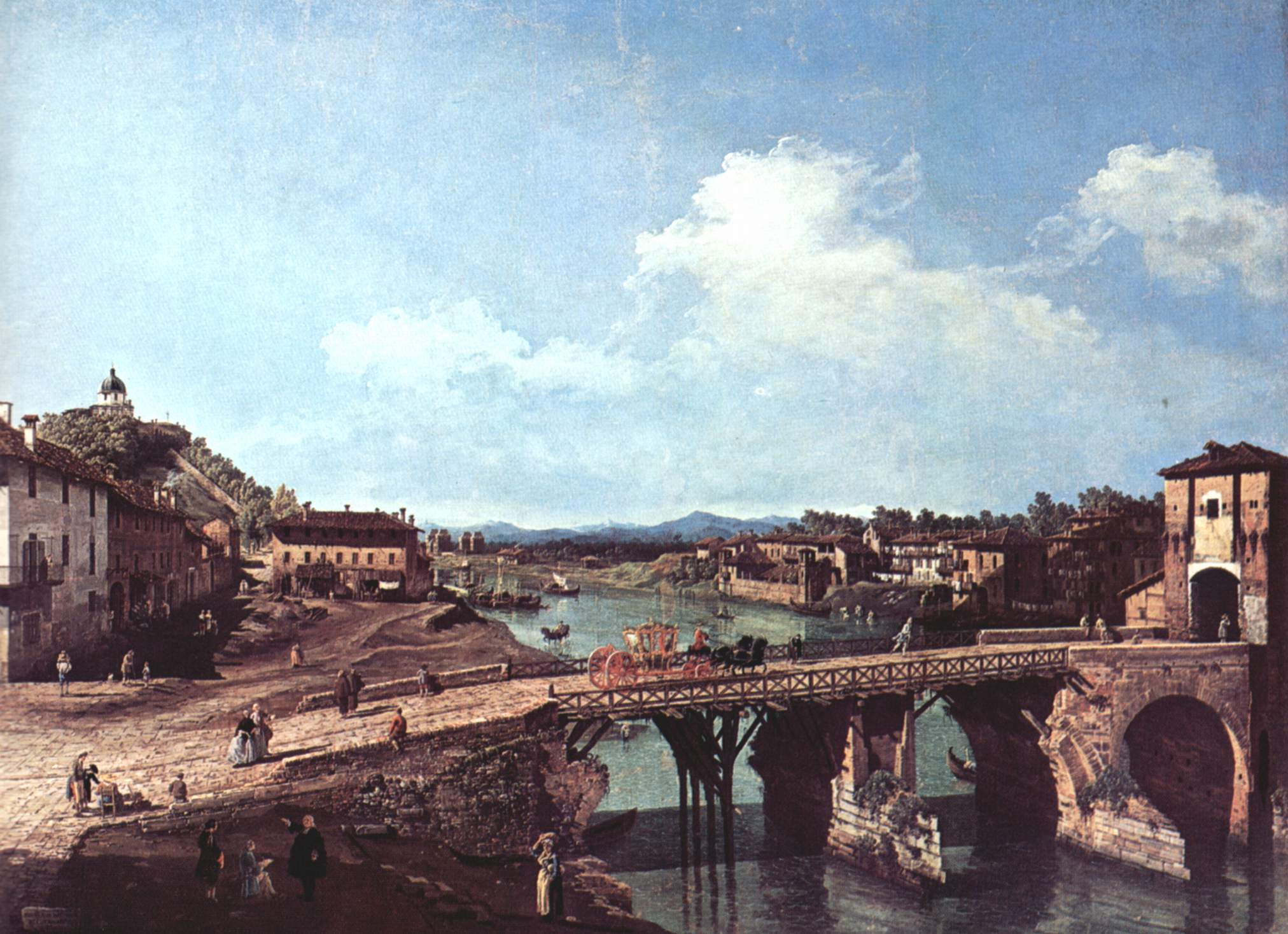
Bernardo Bellotto, Vista del viejo puente sobre el Po en Turín.

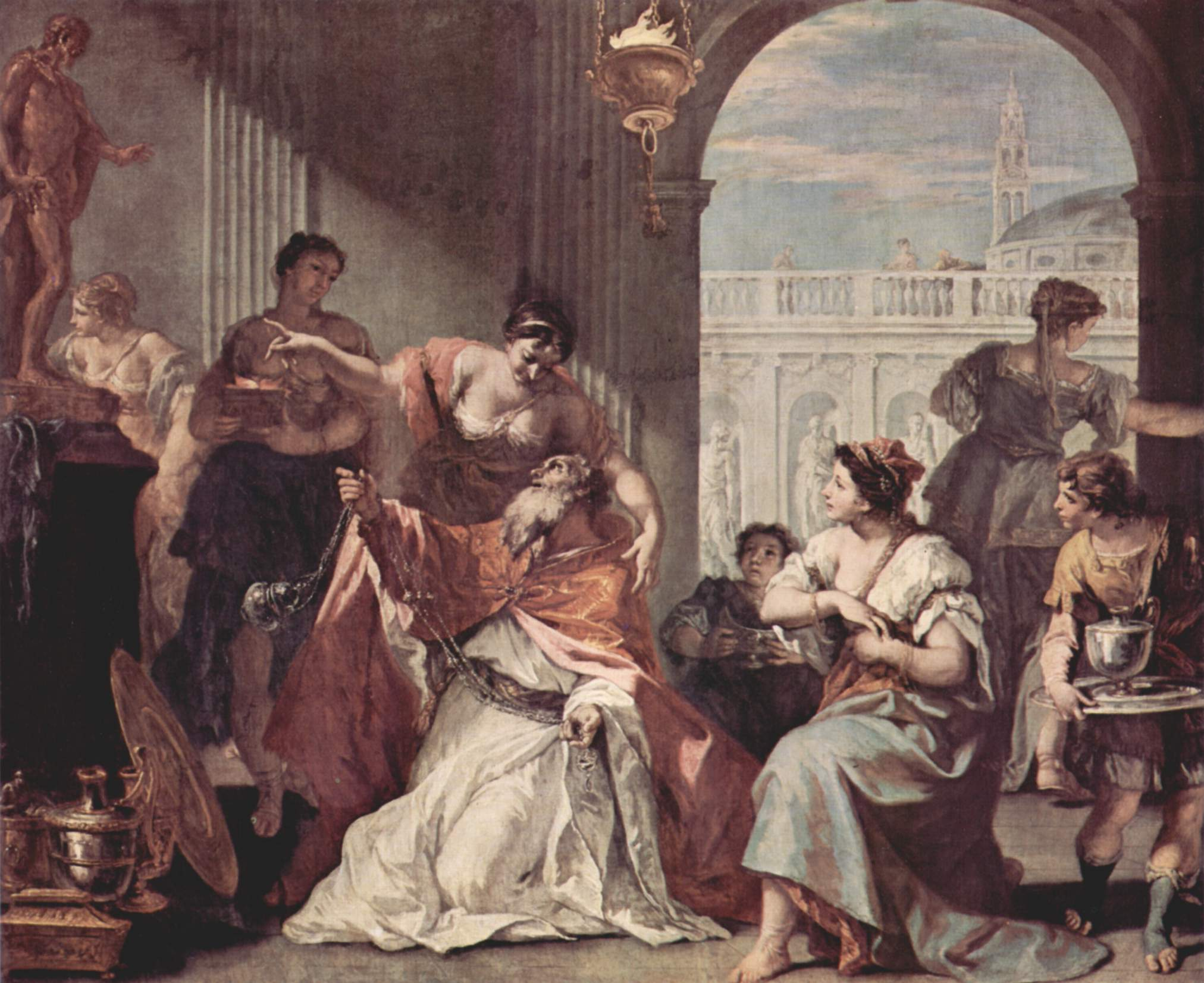
Sebastiano Ricci, El Rey Salomón adora los ídolos.

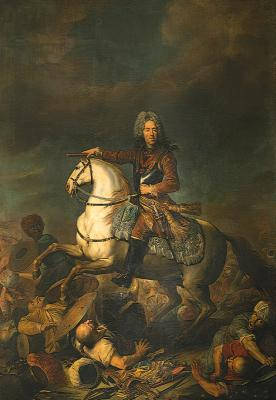
Jacob van Schuppen, El Príncipe Eugenio victorioso sobre los turcos.

La Galleria Sabauda es una pinacoteca situada en Turín, Italia. Si bien no es tan famosa internacionalmente como otros museos italianos, alberga una notabilísima colección, que incluye un repertorio con muchos de los principales genios del país, desde Duccio hasta el siglo XVIII: Fra Angelico, Andrea Mantegna, Giovanni Bellini, Bronzino, Paolo Veronese, Orazio Gentileschi, Giambattista Tiepolo... Cuenta también con uno de los mejores conjuntos de pintura flamenca y neerlandesa existentes en Italia: Jan van Eyck, Rogier van der Weyden, Hans Memling, Rubens, Van Dyck, Rembrandt...
En 2013 el circuito museístico del Palacio Real, la Galleria Sabauda, la Armería Real y el Museo Arqueológico (el esqueleto del actual Polo Reale y futuro Polo Museale de Turín) fue el vigesimosexto sitio estatal más visitado de Italia, con 229 534 visitantes y un ingreso bruto total de 1 006 536,20 euros.

## Historia
Los orígenes de la colección están relacionados estrechamente con la Casa de Saboya. La colección tomó forma estable en Turín durante la segunda mitad del siglo XVI, cuando Manuel Filiberto decidió trasladar a Turín la capital del ducado, situada previamente en Chambéry.
El museo propiamente dicho fue instituido, por concesión del rey Carlos Alberto de Cerdeña, el 2 de octubre de 1832 (día de su cumpleaños) con el nombre de Reale Galleria y ubicado en las salas del Palazzo Madama. Se abría así al público una galería famosa en toda Europa, fruto de la secular pasión por las colecciones de la Casa de Saboya (ya hablaba de ella en 1590, en términos muy elogiosos, el pintor lombardo Giovanni Paolo Lomazzo en su Idea del tempio della pittura).
El mentor y primer director de la galería fue Roberto d'Azeglio, quien en 1836 inició la publicación, en fascículos con valiosas reproducciones impresas, del primer catálogo de la colección, que en aquella época reunía 365 obras procedentes del Palacio Real, el Palazzo Carignano y el Palacio Real de Génova. A Carlos Alberto se debe la dotación de un fondo de gestión autónomo, junto con la puesta en marcha de un programa de adquisiciones que diera el adecuado espacio a las diferentes escuelas italianas y extranjeras.
En 1848 la instalación del Senado en el Palazzo Madama planteó la exigencia de determinar una nueva sede para la galería. No fue hasta 1865 (gracias a los esfuerzos organizativos de Massimo D'Azeglio, quien sucedió como director a su hermano mayor Roberto) cuando se realizó el traslado al Palazzo dell'Accademia delle Scienze (construido a partir de 1679 según el proyecto de Guarino Guarini como Collegio dei Nobili). Mientras tanto, en 1860, el rey Víctor Manuel II había realizado el generoso gesto de donación de la galería a la Nación, poniéndola bajo la dependencia del Ministerio de Instrucción Pública. En la nueva sede los cuadros se ordenaron según la canónica subdivisión cronológica y por escuelas pictóricas de pertenencia, con un espacio importante dedicado desde entonces a la pintura piamontesa de los siglos XV y XVI.
Fue en 1933, con ocasión del centenario de la institución, cuando la pinacoteca recibió su denominación definitiva de Galleria Sabauda.
El desarrollo de la galería ha estado marcado por un crecimiento constante del patrimonio artístico. Entre las contribuciones más importantes estuvo la del industrial Riccardo Gualino, cuyo primer conjunto de obras llegó en 1930. En los años cincuenta, por mediación del arquitecto Piero Sanpaolesi y de la Superintendente Noemi Gabrielli, la Galería fue sometida a un completo proyecto de reordenación. El proyecto, a pesar del enfrentamiento entre Sanpaolesi y Gabrielli, que resultó en una causa judicial, fue considerado unánimemente una de las obras maestras de la museología italiana de la posguerra.
Entre los años ochenta y noventa se realizaron continuas obras de modificación y reordenación de la galería, destinadas por un lado a ampliar el número de obras expuestas, y por el otro a modificar el recorrido de la visita sobre la base de los diferentes núcleos de colecciones: en particular, se dio gran importancia a la colección del Príncipe Eugenio de Saboya, que había llegado a Piamonte procedente de Viena en el siglo XVIII. Estas modificaciones incidieron de manera profunda sobre el proyecto original de Sanpaolesi y Gabrielli, que quedó legible sustancialmente solo en el atrio de entrada. También en esta época se inició una masiva campaña de restauración de los cuadros y adaptación a los marcos preexistentes. Finalmente, se produjo por primera vez una consideración crítica de las obras del siglo XX, en particular de los Sei di Torino.
En 1998, para adaptar la galería a las siempre más acuciantes exigencias de espacios, luz y servicios (entre los cuales un espacio para exposiciones temporales), se iniciaron los procedimientos para el traslado a una nueva sede, que sería la tercera de su historia. En los meses posteriores se eligió como nueva sede la llamada Manica Nuova del Palacio Real, un cuerpo arquitectónico realizado entre los siglos XIX y XX por Emilio Stramucci junto a la Catedral, en la Via XX Settembre 88. Esta decisión, tomada inicialmente por el director Regional Pittarello, sería confirmada por los posteriores directores y superintendentes, también sobre la base del progresivo desinterés del público hacia el museo, que en los últimos años totalizaba unos treinta mil espectadores al año, incluidas las visitas de los colegios. El proyecto se concretó gracias a un apoyo financiero de 35 millones de euros. En 2003 el Studio Albini de Milán ganó el concurso para el proyecto museográfico de la Galería. El proyecto, aprobado entre otros por la entonces Superintendente de Bienes Artísticos Carla Enrica Spantigati, preveía que los cuadros de la Galería se montaran sobre paneles rígidos; en el aspecto arquitectónico, el Studio Albini prevé además la liberación de las adiciones de las paredes, que tapaban los espacios originales de Stramucci.
Las obras, confiadas al Gruppo Gozzo Edart de Turín, continuaron en los años posteriores. En los primeros meses de 2012, la planta baja estaba lista para acoger una parte de las pinturas. En abril de 2012, la antigua sede de la Sabauda fue cerrada definitivamente: quince días más tarde, 99 obras, escogidas entre las más significativas del museo, fueron trasladadas a la planta baja de la Manica Nuova, en el ámbito de una exposición temporal a cargo de la Superintendente Edith Gabrielli; al mismo tiempo, otras 74 obras, antiguamente parte de la colección del Príncipe Eugenio de Saboya, fueron trasladadas al complejo de la Venaria Reale, en el ámbito de una exposición sobre el propio príncipe supervisada por la antigua Superintendente Spantigati. La entera operación, titulada I quadri del Re («Los cuadros del Rey»), tenía el objetivo de garantizar al menos en parte la visión de una parte significativa de la Galleria Sabauda durante la fase de traslado.
La clausura de la antigua sede de la Galleria Sabauda y el posterior traslado suscitaron algunas polémicas. En la prensa cotidiana corrió la voz de un presunto daño de los cuadros, que habría sido causado por el mal funcionamiento de las instalaciones de climatización. En realidad, estas y otras voces se debían más bien a la dificultad de abandonar el «histórico» proyecto de Sanpaolesi y Gabrielli, aunque el Museo Egipcio, destinado a sucederle en el edificio, garantizara la conservación de la arquitectura original.
En el curso de las obras, la Superintendencia de Bienes Artísticos e Históricos del Piamonte llevó a cabo algunas iniciativas para garantizar la continuidad de acceso al patrimonio de la Sabauda, en particular, la apertura al público del depósito temporal en el Castillo de Moncalieri y la exposición La Sabauda in Tour per le Città, una exposición temporal que abrió en verano de 2014 en quince sedes, ubicadas en todas las provincias de Piamonte.
El 4 de diciembre de 2014, en presencia del ministro de Bienes y Actividades Culturales Dario Franceschini, se inauguró la Manica Nuova del Palacio Real como sede definitiva de la Galleria Sabauda. La galería, actualmente unida al llamado Polo Reale, futuro Polo Museale de Turín (que incluye el Palacio Real, la Armería Real, el Museo Arqueológico, la Biblioteca Real y el espacio de exposiciones del Palazzo Chiablese), se basa en un proyecto museológico completamente nuevo, supervisado científicamente por la Superintendente Edith Gabrielli. Esta intervención se realizó en parte gracias a los fondos del Gioco del Lotto, sobre la base de lo regulado por la ley 662/96. El proyecto, que expone quinientos cuadros, prevé entre otros la revalorización de la colección Gualino y de las obras del siglo XX, instaladas en la cuarta planta del nuevo edificio.

## Obras expuestas
La ordenación actual de la galería prevé una secuencia cronológica. Entre las piezas más significativas se destacan:
- Duccio di Boninsegna, Virgen en el trono con el Niño y dos ángeles
- Giovanni Martino Spanzotti, tríptico de la Virgen con el Niño y los santos Ubaldo y Sebastián;
- Defendente Ferrari, Políptico de Sant'Ivo
- Macrino d'Alba, Virgen en adoración del Niño con ángeles; los santos José, Juan Bautista, Jerónimo, Solutore y un donante
- Gerolamo Giovenone, Pala Buronzo
- Gaudenzio Ferrari,  Crucifixión
- Beato Angelico, Virgen con el Niño
- Andrea Mantegna, Virgen con el Niño y santos
- Piero Pollaiuolo, Arcángel Rafael y Tobías
- Filippino Lippi, Tres arcángeles y Tobías
- Bronzino, Retrato de una dama
- Ambrogio Bergognone, tablas de la Predicación de San Ambrosio y de la Consagración de San Agustín
- Giovanni Girolamo Savoldo, Virgen con el Niño y los santos Francisco y Jerónimo
- Veronese, Venus y Marte con Cupido, Cena en casa de Simón
- Sebastiano Ricci, Susana delante de Daniel
- Bernardo Bellotto, Vista de Turín desde los Jardines Reales y  Vista del viejo puente sobre el Po en Turín
- Matteo da Gualdo (atribuido), San Jerónimo
- Paolo Pagani, Curación del ciego
- Isidoro Bianchi (atribuido), Martirio de San Bartolomé
- Sodoma, Muerte de Lucrecia
- Jan van Eyck, Estigmas de San Francisco
- Petrus Christus, Virgen con el Niño
- Hans Memling, Pasión de Cristo
- Rembrandt van Rijn, Retrato de un viejo
- Gerrit Dou, Joven holandesa en la ventana
- David Teniers el Joven, Jugadores de cartas
- Guido Reni, Apolo desollando Marsias
- Guercino, Herodías tocando el laúd
- Francesco del Cairo, Herodías con la cabeza del Bautista
- Antoon van Dyck, Retrato ecuestre del príncipe Tomás de Saboya-Carignano y Los hijos de Carlos I de Inglaterra
- Rubens, Deyanira escucha a la Fama
- Rubens, Hércules en el jardín de las Hespérides
- Esmaltes de Abraham Constantin comprados por Carlos Alberto de Cerdeña en 1826.